# Cappella del Risorto
La cappella del Cristo Risorto è posta sul lato destro dell'unica navata della chiesa dedicata al Corpus Domini, risalente al XV secolo della frazione Pagliaro di Algua. Conserva gli affreschi quattrocenteschi di Maffiolo da Cazzano.

## Storia e descrizione
La cappella del Risorto si trova all'interno della chiesa del Corpus Domini di Pagliaro e conserva gli affreschi del 1480 di Maffiolo da Cazzano pittore bergamasco di cui si hanno poche notizie, se non fosse presente la sua firma datata 1477 negli affreschi della chiesa della Beata Vergine Addolorata di Mornico al Serio, che per stile e tratto sono riconducibili a questi presenti nella cappella eseguiti circa tre anni dopo.
Con il rifacimento della chiesa nel 1494 e la rotazione a 180° dell'edificio, l'antico presbiterio si ritrovò a essere collocato sul lato destro della nuova navata e destinato a più usi. Questo fu chiuso da un tavolato, vi fu aggiunto un soppalco e trasformandolo in ripostiglio per il vano inferiore, mentre la parte superiore divenne il collegamento con la torre campanaria. Anche i dipinti furono coperti dall'intonaco. Solo nel 1946, dopo una visita pastorale del vescovo Adriano Bernareggi, che amava raccogliere opere d'arte, venne fatta la richiesta di rimuovere l'intonaco e di riportare quello spazio all'antico splendore. Un paio di anni dopo furono restaurati i dipinti per opera di Giovanni Frana.
La cappella, chiusa da una cancellata, è a pianta rettangolare con copertura a volta a crociera archiacuta. La sua altezza e le proporzioni confermano il suo stato originario di antico presbiterio della chiesa primitiva edificata nel 1464, prima che venisse ricostruita solo trent'anni dopo.
La volta è divisa in otto spicchi da un fregio con una decorazione che si collegano con il centro dove vi è la raffigurazione di Cristo Pantocratore, che con la mano destra benedice mentre con la sinistra indica il cielo, entrambe le mani mostrano le stigmate e il costato mostra la ferita. L'immagine è circondata dal sole iridato composto da 153 raggi, come racconta Giovanni evangelista nella brano evangelico della pesca miracolosa di 153 pesci. Il soggetto era stato dipinto già dal Giotto 170 anni prima nella Cappella degli Scrovegni, diventa di estrema importanza la conoscenza di questa iconografia. Sebbene questo tipo di raffigurazione sia molto rara, la presenza del medesimo soggetto nella cappella di Frerola nella frazione omonima, poi di proprietà privata, eseguita dalla bottega dei Marinoni di Desenzano al Serio, starebbe a indicare che sul territorio vi era un personaggio teologicamente preparato che sapesse accompagnare gli artisti nelle creazione delle loro opere sacre. Gli spicchi, nella parte superiore, hanno raffigurati i dottori della Chiesa. Vi sono inoltre raffigurate tre copie di santi con gli attributi che li rendono identificabili. Sullo sfondo angeli con i simboli della passione di Cristo. Vi sono inoltre raffigurati altri santi. La volta è ben conservata e permette l'identificazione di tutti i soggetti raffigurati. 

Nella parete di fondo vi è dipinto un polittico purtroppo danneggiato dall'apertura gotica di epoca successiva, e dalla posa della fonte battesimale.
Le pareti laterali presentano affreschi raffiguranti per la parte destra scene della vita di Gesù divisi su quattordici riquadri che vanno dalla nascita agli atti della passione, mentre nella parete sinistra il prosieguo dalla morte fino all'Ascensione. Questa parte composta di ventidue pannelli risulta più ammalorata.
La ricchezza delle pitture conducibili tra il 1464 e il 1494 sono attribuiti a Maffiolo da Cazzano, sono una forma di istruzione della catechesi attraverso il racconto fatto da tanti dipinti. Situazione più volte presente nel Medioevo.